# Zeuxis
Zeuxis o Zeuxipo  (en griego antiguo: Ζεῦξις ὁ Ἡρακλεώτης, romanizado: Zeuksis ho Hērakleōtēs, en latín: Zeuxis Heracleotes) fue un pintor griego de la época clásica. Estuvo activo aproximadamente entre los años 435 y 390 a. C. Nació en Heraclea, y de las diversas ciudades griegas de este nombre, se supone que le vio nacer la del sur de Italia. 

## Biografía
Fue, presumiblemente, alumno de Apolodoro, y Parrasio (otro pintor ateniense) rivalizó con él. En su Historia natural, el escritor romano Plinio el Viejo también señala que pudo ser alumno de  Neseo de Tasos o de Demófilo de Hímera y sitúa su apogeo en el cuarto año de la 95.ª Olimpiada (397 a. C.). 
Pasó la mayor parte de su vida en Atenas, donde fue uno de los pintores más cotizados de su tiempo. Las fuentes antiguas le describen como uno de los principales pintores griegos de todos los tiempos. Plinio destaca su riqueza y ostentación puesto que describe una capa suya que llevó en Olimpia donde tenía el nombre bordado con letras de oro y también señala que decidió regalar sus obras porque consideraba que no había dinero suficiente para pagarlas. Zeuxis tenía poca estima por el juicio estético del público, que elogiaba la originalidad de los temas pero no prestaba atención al detalle. Aristóteles criticaba que su búsqueda de la perfección no reflejaba el carácter personal de los personajes. Platón lo citó en sus diálogos Gorgias y Protágoras. Tuvo entre sus contemporáneos e imitadores a Timantes, Andrócides, Eupompos y Parrasio.
Plinio el Viejo cuenta la célebre anécdota de su disputa con Parrasio durante la cual Zeuxis pintó unas uvas que engañaron a los pájaros, que acudieron a picotearlas. Se contaba también que para representar a Helena de Troya pintó lo más bello de cada una de las cinco doncellas más hermosas de la ciudad de Crotona.
Parece ser que pintó más en tablas que en murales y se valía de luces y sombras para buscar volumen y profundidad, creando así una ilusión de espacio. Plinio indica que pintó «monocromos en blanco», que podría referirse a dibujos lineales sobre un fondo blanco o quizá a pinturas blancas sobre fondo negro. Se le criticaba cierta desproporción en sus figuras.
Según recoge Sexto Pompeyo Festo, Zeuxis murió de risa después de pintar de forma grotesca a una anciana.

## Obras
Según las obras que lo mencionan, Zeuxis pintó:
- Un Eros coronado con rosas y un Pan, para Arquelao, rey de Macedonia.
- Una Helena en el baño, para los habitantes de Crotona.
- Un Heracles niño estrangulando a la serpiente en presencia de Anfitrión y de su madre Alcmena muy asustada.
- La Familia del centauro.
- Un Niño con uvas, donde la uva fue pintada de manera tan realista que los pájaros se acercaron a picotearla. Declaró Zeuxis que «He pintado mejor las uvas que el niño; pues si hubiera triunfado tanto en este, el pájaro habría debido tener miedo».
- Una Penélope de la que se decía que respiraba castidad.
- Un atleta del que quedó muy satisfecho.
- Un magnífico Zeus en el trono, rodeado de dioses.
- Una tabla destinada al templo de Juno Lacinia en Agrigento, del que se contaba la leyenda que examinó a las jóvenes de la ciudad, desnudas, y de ellas eligió cinco, para pintar de cada una lo que tenía más bello, leyenda que recuerda al relato de su Helena.

La mayor parte de sus obras se llevaron a Roma y Bizancio pero desaparecieron para la época de Pausanias. Ninguna ha sobrevivido hasta la actualidad.
A partir de su obra, la estética del trampantojo prevaleció en la pintura griega, inspirando entre otras obras maestras, el mosaico con el tema llamado asarotos oïkos ("la casa sin barrer") de Soso de Pérgamo, conocido gracias a una copia, y fue sin duda el origen de los efectos de perspectiva que se encuentran a menudo en la pintura pompeyana, que figuraba en las galerías abiertas sobre los jardines, puertas entornadas donde se perfilan finas siluetas, elementos de arquitectura (columnas, cornisas, frontones) representados en la sala como «saliendo» de la pared.